# Volo Copa Airlines 201
Il volo Copa Airlines 201 era un volo passeggeri di linea dall'aeroporto Internazionale di Tocumen di Panama, Panama, all'aeroporto Internazionale Alfonso Bonilla Aragón di Cali, in Colombia. Il 6 giugno 1992, il Boeing 737-204 Advanced che operava sulla rotta rollò improvvisamente, entrò in una ripida picchiata, si disintegrò a mezz'aria e si schiantò nella giungla del Darién 29 minuti dopo il decollo, provocando la morte di tutte le 47 persone a bordo.
Il volo 201 è il peggior incidente per numero di vittime nella storia dell'aviazione panamense e il primo e unico incidente mortale nella storia della Copa Airlines.

## L'aereo
Il velivolo coinvolto era un Boeing 737-200, marche HP-1205CMP, numero di serie 22059, numero di linea 631. Volò per la prima volta il 15 gennaio 1980 e venne consegnato a Britannia Airways il mese successivo con il codice di registrazione G-BGYL. Copa Airlines lo acquisì solamente due mesi prima dell'incidente. Era equipaggiato con 2 motori turboventola Pratt & Whitney JT8D. Al momento dell'incidente, l'aereo aveva accumulato 45 946 ore di volo in 17 845 cicli di pressurizzazione.

## Passeggeri ed equipaggio
L'equipaggio era composto dal comandante Rafael Carlos Chial (53) e dal primo ufficiale Cesareo Tejada (25). In cabina c'erano 5 assistenti di volo insieme a 40 passeggeri.
L'aereo trasportava quindi in totale 47 persone: 40 passeggeri e un equipaggio di 7 membri. Le vittime includevano 36 Colombiani, 8 Panamensi, 2 Statunitensi e 1 Italiano.
| Nazionalità | Passeggeri | Equipaggio | Totale |
| ----------- | ---------- | ---------- | ------ |
| Colombia    | 36         | 0          | 36     |
| Italia      | 1          | 0          | 1      |
| Panama      | 1          | 7          | 8      |
| Stati Uniti | 2          | 0          | 2      |
| Total       | 40         | 7          | 47     |

## L'incidente
Il volo 201 decollò dalla pista 21L dell'aeroporto Internazionale di Panama alle 20:37 ora locale come volo di linea diretto a Cali, Colombia, con 40 passeggeri e sette membri dell'equipaggio a bordo. Tra i passeggeri c'erano mercanti colombiani che conducevano affari a Panama. Alle 20:47, circa 10 minuti dopo il decollo, il comandante contattò il controllo del traffico aereo di Panama, richiedendo informazioni meteorologiche. Il controllore riferì che c'era un'area di maltempo a 30-50 miglia (50-80 chilometri) dalla loro posizione.
Alle 20:48, il comandante effettuò un altro contatto radio chiedendo il permesso all'ATC di Panama di volare su una rotta diversa a causa del maltempo davanti a loro. Questa avrebbe portato l'aereo sopra la provincia di Darién. Sei minuti dopo, alle 20:54, il centro di controllo di Panama ricevette un terzo messaggio dal comandante, che segnalava problemi alla strumentazione dell'aereo e faceva richiesta per tornare a Tocumen. L'ATC autorizzò il velivolo a tornare indietro.
Tuttavia, alle 20:56, 2 minuti dopo, mentre volava a un'altitudine di 25 000 piedi (7 600 m), il volo 201 entrò in una ripida picchiata con un angolo di 80 gradi a destra, iniziando a rollare in modo incontrollabile mentre accelerava verso il suolo. Nonostante i tentativi del comandante e del primo ufficiale di stabilizzare il 737, l'aereo continuò la sua discesa, fino a quando superò la velocità del suono e iniziò a disintegrarsi a 10 000 piedi (3 000 m). Il volo 201 si schiantò in una zona della giungla all'interno del Darién Gap a 486 nodi (900 km/h), provocando la morte di tutti i presenti a bordo.
Alle 20:57, il controllo del traffico aereo di Tocumen tentò senza successo di entrare in contatto con il volo, fino a quando non ricevette un messaggio radio da un DC-10 della KLM che si stava avvicinando all'aeroporto. Questo lo informava di aver intercettato un segnale di soccorso dal transponder del volo 201 in un'area tra il confine colombiano e la provincia di Darién, a diversi chilometri dalla loro posizione. L'ATC di Tocumen dichiarò un'emergenza e informò il centro di Bogotà della scomparsa dell'aereo. All'alba del giorno successivo, i velivoli di ricerca furono inviati all'ultima posizione nota del volo 201.
Dopo 8 ore, i ricercatori individuarono i primi pezzi del relitto nella giungla di Darién. A causa della lontananza dell'area e della difficoltà di accesso, il personale di soccorso impiegò 12 ore per raggiungere il sito.
Poiché i corpi delle vittime e varie parti della fusoliera dell'aereo erano sparsi in un raggio di 10 km, il processo di recupero fu estremamente difficile. Dopo che gli investigatori raggiunsero il luogo dell'incidente, iniziarono le indagini per trovarne la causa.

## Le indagini

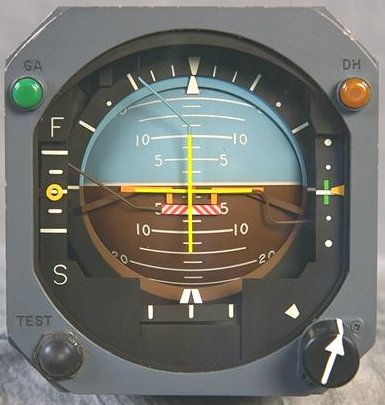
Un orizzonte artificiale.

Il registratore vocale della cabina di pilotaggio venne recuperato e trasportato in aereo a Panama, quindi negli Stati Uniti, per essere analizzato dal National Transportation Safety Board. Tuttavia, gli analisti scoprirono che il nastro si era rotto quattro settimane prima a causa di un errore di manutenzione. Gli investigatori ebbero tuttavia più fortuna con il registratore dei dati di volo, che mostrò che l'aereo era entrato in una picchiata ad alta velocità prima di disintegrarsi.
Il problema venne successivamente ricondotto a un cablaggio difettoso negli orizzonti artificiali (ADI). I fili erano sfilacciati a causa di danni dovuti a una sollecitazione eccessiva a lungo termine, che aveva causato un cortocircuito intermittente nel flusso di dati dal giroscopio verticale (VG) dell'orizzonte artificiale del comandante. Quest'ultimo rimaneva bloccato per un certo periodo di tempo.
Il problema si era aggravato durante il volo 201. Sul Boeing 737-200 sono presenti due ADI, alimentati indipendentemente dal proprio VG: una coppia ADI/VG per il comandante e una coppia separata per il copilota. Nel caso in cui uno dei VG abbia un problema, l'equipaggio può selezionare manualmente il giroscopio a cui l'orizzonte deve far riferimento. L'interruttore dell'ADI del comandante venne trovato sulla scena dell'incidente in posizione “Both on VG-1”, ovvero entrambi gli orizzonti artificiali avevano come sorgenti i dati provenienti dallo stesso giroscopio, quello però difettoso.
Di conseguenza, entrambi gli ADI erano rimasti bloccati, portando l'equipaggio a credere che l'aereo stesse ancora volando in un particolare assetto, sollecitando così ulteriori input di controllo. In sostanza, l'ADI diceva all'equipaggio che l'aereo stava ancora virando a sinistra (fatto non vero), spingendo così i piloti a virare ulteriormente a destra. Questa reazione fece rollare l'aereo a quasi 80 gradi e lo fece entrare in una ripida picchiata, senza possibilità di recupero.
Un altro fattore che contribuì all'incidente fu che il programma di addestramento al simulatore della Copa Airlines era inefficace, in quanto non copriva scenari di questo tipo.
Un ulteriore fattore che contribuì all'incidente furono le configurazioni della cabina di pilotaggio non standard tra gli aeromobili della flotta della Compagnia, comprese le incongruenze tra gli aerei stessi e i simulatori utilizzati per l'addestramento. Ciò causò confusione ai piloti sulla determinazione dell'impostazione degli interruttori degli ADI per l'aereo che era in funzione in quel momento.
Nonostante presentassero alcune somiglianze con altri incidenti relativi al Boeing 737 durante gli anni novanta (come il volo United Airlines 585), la possibilità di un guasto al timone in volo venne scartata come possibile causa. Tuttavia, il volo 201 venne registrato nella categoria degli "incidenti legati a una deviazione sospetta del timone".

### Racconti dei testimoni oculari
La mattina del giorno successivo, le stazioni radio colombiane e panamensi hanno riferito che alcuni residenti di Tucutí e di altri villaggi vicini al luogo dell'incidente hanno affermato di aver sentito una fortissima esplosione la notte dell'incidente; nel frattempo altri raccontarono di aver visto un oggetto in fiamme che cadeva dal cielo verso la giungla.
Tuttavia, questi rapporti furono infine respinti dal capo dell'autorità per l'aviazione civile di Panama, Zosimo Guardia, il quale sostenne che l'aereo non avrebbe potuto esplodere prima di schiantarsi.

## Conseguenze

### Risposta di Copa Airlines
Sulla scia del disastro, Copa offrì voli verso Panama alle famiglie delle vittime. I principali membri esecutivi di Copa Holdings riunirono una riunione di emergenza presso la sede principale della compagnia aerea.
Copa Airlines dovette rinforzare il proprio programma di addestramento: in particolare, come reagire agli errori intermittenti degli orizzonti artificiali e come mantenere il controllo dell'aeromobile durante guasti strumentali in condizioni meteorologiche avverse. Copa dovette anche riconfigurare le operazioni della sua flotta attraverso una profonda revisione fino a diventare una delle Compagnie Aeree più moderne e sicure delle Americhe.

### Cause legali
I parenti delle vittime intentarono 49 cause per omicidio colposo contro Lucas Aerospace, uno dei fornitori di parti per i Boeing 737. Il caso venne risolto in via extragiudiziale per un importo non divulgato.
Nel 1993, uno dei parenti di Clariza Bernal Luna, uno dei passeggeri statunitensi che erano sul volo, intentò una causa contro la Copa Airlines in un tribunale federale del Texas, sostenendo che la Compagnia Aerea aveva venduto un biglietto tramite un'agenzia di viaggi a Houston, sebbene non avesse un centro operativo in Texas. Il caso venne archiviato dalla corte il 30 marzo 1994.

## Nella cultura di massa
Un anno dopo l'incidente, la storia del volo 201 e la sua indagine vennero presentate in un documentario della WGBH, della BBC e della NDR. Venne analizzato nella serie NOVA della PBS statunitense come "Mysterious Crash of Flight 201" il 30 novembre 1993, e nel Regno Unito nella serie Horizon come Air Crash - The Deadly Puzzle il 14 febbraio 1994.
L'incidente è stato anche oggetto di un episodio della quattordicesima stagione della serie Indagini ad alta quota in onda su National Geographic Channel. L'episodio, intitolato "Il volo Copa Airlines", è andato in onda per la prima volta nel marzo 2015.